# Sotiris Kaiafas
Sotiris Kaiafas (født d. 17. december 1949, Nicosia) er en tidligere fodboldspiller fra Cypern, der var aktiv i perioden fra 1967-1984. Han spillede hele sin karriere i AC Omonia. I 1976 blev han den spiller med flest mål i Europa. Han er noteret for 33 landskampe og 19 mål for Cyrpens fodboldslandhold.
1. ↑  Navnet er anført på nynorsk og stammer fra Wikidata hvor navnet endnu ikke findes på dansk.
2. ↑  Navnet er anført på engelsk og stammer fra Wikidata hvor navnet endnu ikke findes på dansk.
3. ↑  Navnet er anført på engelsk og stammer fra Wikidata hvor navnet endnu ikke findes på dansk.
4. ↑  Navnet er anført på bokmål og stammer fra Wikidata hvor navnet endnu ikke findes på dansk.